# Aviadenovirus
Genre
Aviadenovirus est un genre de virus de la famille des Adenoviridae. Ce sont des adénovirus aviaires. Le genre regroupe 15 espèces différentes.
Des vaccins contre le syndrome de la chute des œufs de 1976 (en) et l’entérite hémorragique sont disponibles (codes ATCvet : QI01AA05 (OMS) pour le vaccin inactivé, QI01AD05 (OMS) pour le vaccin vivant, plus diverses combinaisons). L'incidence de la maladie peut être réduite en minimisant les niveaux de stress, en utilisant des mesures d'hygiène appropriées et en fournissant une nutrition adéquate.